# أدرج (صفرو)
 أدرج أو العدرج هي جماعة قروية تابعة لإقليم صفرو ضمن جهة فاس بولمان بالمغرب. بلغ مجموع عدد سكان  عدرج حسب إحصاءات 2004 حوالي 2236 نسمة يعيشون في 479 أسرة.

## إحصاء عام
| السنة | عدد السكان | عدد الأسر | عدد الأجانب |
| ----- | ---------- | --------- | ----------- |
| 1994  | 2516       | 492       | °°°°        |
| 2004  | 2236       | 479       | 0           |